# Szymon Kołodziej
Szymon Kołodziej (ur. 30 czerwca 1988 w Braniewie) – polski aktor teatralny i filmowy.

## Życiorys

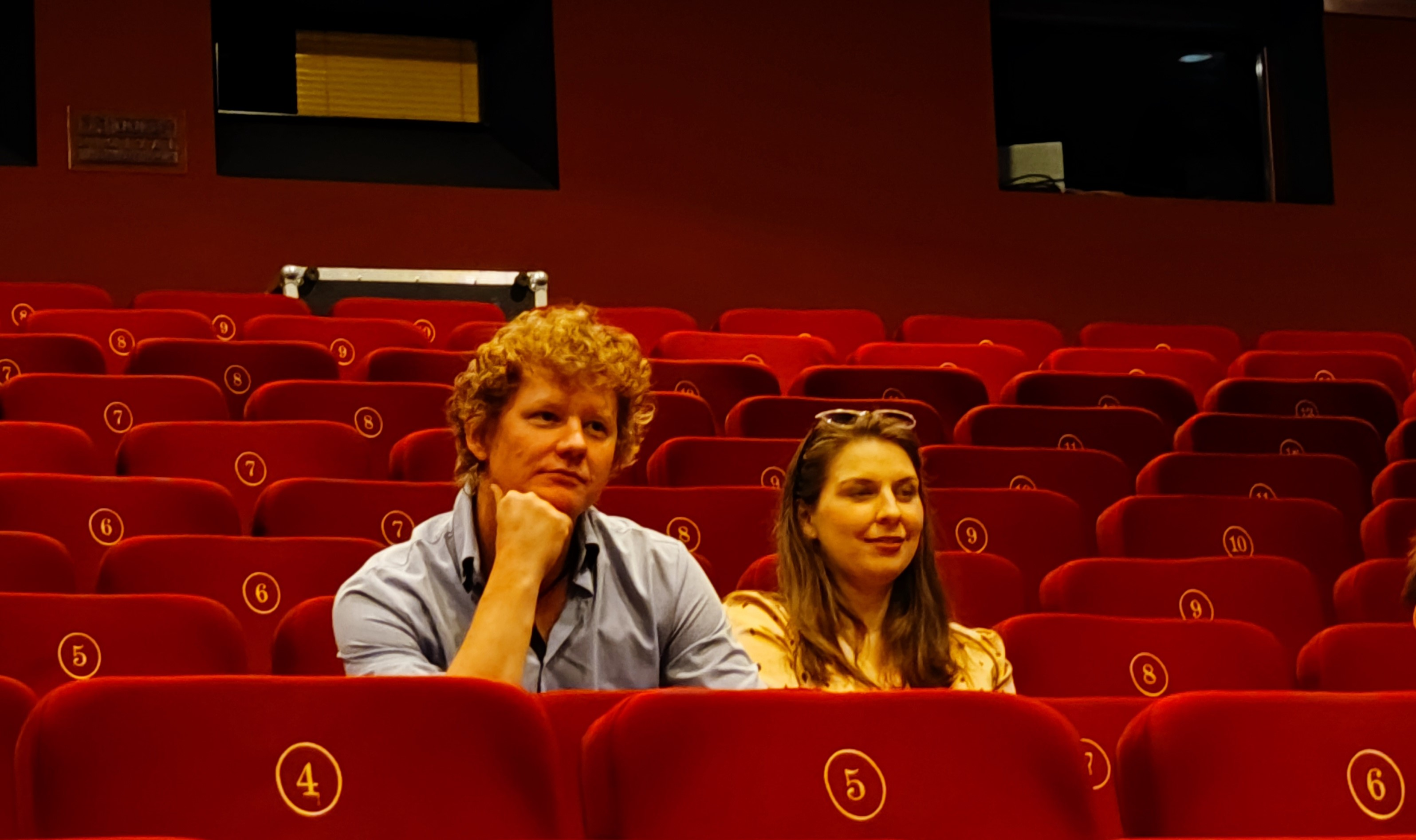
Z żoną Agnieszką w Braniewskim Centrum Kultury (2023)

Urodził się w Braniewie. Tam ukończył Szkołę Podstawową nr 3, gimnazjum, po czym w 2007 Liceum Ogólnokształcące w Zespole Szkół Budowlanych w Braniewie. Następnie ukończył 4-letnie Policealne Studium Aktorskie im. Aleksandra Sewruka przy Teatrze im. Stefana Jaracza w Olsztynie (2010). Występował na deskach teatrów w Olsztynie, Koszalinie, Gnieźnie, a także w teatrze lalkowym w Słupsku. Ma bardzo duże doświadczenie w pracy z dziećmi w każdym wieku, które zyskał podczas współpracy z Narodowym Teatrem Edukacji. W ramach pracy w NTE jeździł z przedstawieniami teatralnymi po terenie całego kraju docierając do miejscowości, w których dzieci nigdy nie będą miały dostępu do takiej formy sztuki.
Potrafi śpiewać, tańczyć, grać na gitarze, ponadto jest bardzo aktywnym sportowcem – biega, jeździ na rolkach i na rowerze. Oprócz występów na deskach teatru posiada doświadczenie w występach przed kamerą. Można go oglądać na małym ekranie w wielu serialach, m.in. Na dobre i na złe (1999), Miłość jest wszystkim (2018) oraz Pierwsza miłość (2004). Ponadto znany jest z ról epizodycznych w wielu polskich serialach, a także w wielu reklamach.

## Życie osobiste
Jest żonaty. Żona Agnieszka jest również aktorką, a także nauczycielką muzyki. Mają syna Ignacego i córkę Glorię.

## Filmografia[9]
- 2023: Radiostory – prezenter radiowy
- 2023: Sługa narodu – dziennikarz Paweł, odc. 9, 11, 16
- 2022: Sługa narodu – dziennikarz Paweł, od. 2, 8
- 2021: Ojciec Mateusz – asystent Zarzyckiego, odc 334.
- 2020–2022: Święty – Janek; odcinki: 96, 98, 100–101, 106, 108–109, 115–116, 118, 121, 123, 129, 131, 138, 140–141, 144–147, 150, 152, 155, 159, 162, 164–165, 167–170, 201
- 2019–2020: Miasto długów – Bartek; odcinki: 30
- 2019: Echo serca – strażak, odc. 2
- 2019: Gabinet numer 5 – Jarek Kozioł, kolega Małeckiego, odc. 3, 5, 6, 7, 8, 13
- 2019: Młody Piłsudski – Bolesław Berger, odc. 11
- 2019: W rytmie serca – laborant w policyjnym laboratorium, odc. 44
- 2018–2020: Korona królów – 2 role: murarz (odc. 227); Jan z Kleparza, nieślubny syn Kazimierza III Wielkiego
- 2018: Miłość jest wszystkim – Mateusz "Sigurd"
- 2018: Na dobre i na złe – Mirek Królikowski, odc. 715
- 2018: Ojciec Mateusz – pomocnik Wasylczuka, odc. 241
- 2018: Wojenne dziewczyny – Józek, odc. 25
- 2018: Zachłanność – obsada aktorska
- 2015: Na dobre i na złe – Marcin, kumpel Szczepana, odc. 594, 614
- 2015: Ojciec Mateusz – obsada aktorska, odc. 195
- 2011: Księstwo – Mafia, kierowca nysy
- 2004–2023: Pierwsza miłość – Jeremiasz Deduchowicz, pacjent kliniki medycznej zarządzanej przez Grażynę Weksler
- 2003–2023: Na Wspólnej – budowlaniec; odcinki: 2759–2760, 2765–2767, 2769
- 2002–2010: Samo życie – pacjent w szpitalu leżący na jednej sali z aspirantem Jackiem Wiśniewskim, policjantem rannym w akcji uwolnienia z rąk porywaczy Teresy Jankowskiej-Szpunar
- 1997–2023: Klan – student Wyższej Szkoły Humanistyki Stosowanej, kolega Olki Lubicz
- 2024: Niepewność – kuchcik (odc. 4, 5)